# Pedro Pichardo
Pedro Pablo Pichardo (Santiago de Cuba, 30 de junho de 1993) é um atleta nascido em Cuba e naturalizado português, especialista em triplo salto.
Com a nacionalidade cubana, obteve duas medalhas de prata no Campeonato Mundial de Atletismo, e uma medalha de bronze no Campeonato Mundial em Pista Coberta.
Com a nacionalidade portuguesa, venceu o Campeonato Europeu em pista coberta e sagrou-se Campeão Olímpico nos Jogos Olímpicos de Tóquio 2020.
Nos Jogos Olímpicos de Paris 2024, Pedro Pichardo conquistou a medalha de prata no triplo salto, tornou-se assim o 6º português a subir duas vezes a pódios olímpicos.

## Carreira

### Cuba
O primeiro triunfo relevante a nível internacional de Pedro Pichardo, teve lugar na cidade de Barcelona no Campeonato Mundial de categoria júnior do ano 2012. Nessa competição, registou uma marca de 16,79 m, que significou também a quarta vitória cubana da especialidade, após Yoelbi Quesada (1992), René Hernández (1996) e Arnie David Giralt (2002).
Em 2013, iniciou seu percurso na categoria sénior, conseguindo o primeiro lugar na Liga de Diamante no certame de Lausana com uma marca de 17,58 m. Depois de um terceiro lugar no Mónaco, apresentou-se ao seu primeiro campeonato mundial na cidade de Moscovo, convertendo-se no medalhista mais jovem do evento ao registar, com os seus 20 anos, um salto de 17,68 m que lhe valeu a medalha de prata.
Em 2014, no seu debut no campeonato mundial em pista coberta de Sopot, na Polónia, obteve o terceiro lugar da final com uma marca de 17,24 m, conseguida na sua última tentativa. Foi precedido no pódio pelo seu compatriota Ernesto Revé. Posteriormente, na Copa Cuba de Atletismo, conseguiu uma nova marca do certame, que remontava a 1985, ao saltar 17,71 m. Já no mês de fevereiro Pichardo havia conseguido melhorar o seu próprio registo pessoal em Havana que foi, ainda, a melhor marca do ano na especialidade, com um salto de 17,76 m.
Após o cumprimento de uma sanção por indisciplina, por ter-se negado a treinar com o preparador principal, Pichardo retornou de forma notável em maio de 2015, ao estabelecer uma nova marca nacional de 17,94 m, a 8 de maio, nas provas de pré-seleção para os Jogos Panamericanos, superando o registo de Yoelbi Quesada de 17,85 m, conseguido em 1997. O bom estado de forma ratificou-o na sua segunda participação na Liga de Diamante dias depois: a 15 de maio, em Doha, superou pela primeira vez a barreira dos 18 metros, ao conseguir 18,06 m; e, de volta a Cuba, no Memorial Barrientos de 28 de maio, saltou 18,08 m, o que, junto à marca anterior, lhe valeu ser considerado o terceiro melhor atleta de triplo salto de todos os tempos, somente superado pelo norte-americano Kenny Harrison (18,09 m) e pelo britânico Jonathan Edwards (18,29 m).
A sequência de sucessos apenas terminou a 9 de julho, quando Christian Taylor ganhou em Lausana ao marcar 18,06 m, contra os 17,99 m de Pichardo, que acabou no segundo lugar. O mesmo resultado repetiu-se no Mónaco oito dias depois, sendo a diferença de dois centímetros entre ambos (17,75 m e 17,73 m respetivamente). Assim, ambos se apresentaram como favoritos para disputar a medalha de ouro no Campeonato do Mundo de Pequim, o segundo em que Pichardo participou. Ali chegado como campeão panamericano, teve novamente que conformar.-se com a medalha de prata, ao marcar 17,73 m, registo que conseguiu na sua última ronda de saltos. Foi superado por Taylor, que saltou 18,21 m, conseguindo a segunda melhor marca na história.
Em 2016, viu-se impossibilitado de participar no Campeonato Mundial em pista coberta de Portland, devido a uma "micro fratura" no tornozelo direito. Embora ao longo da temporada tenha se esforçado para chegar em boa forma aos Jogos Olímpicos do Rio de Janeiro, as autoridades desportivas de Cuba negaram-lhe a participação, por forma a impedir o agravamento da lesão.
Pichardo iniciou o treinamento para a temporada de 2017 na cidade de Estugarda, com vista à participação no Campeonato Mundial em Londres. No entanto, decidiu abandonar o local de concentração da equipa cubana para um destino desconhecido. No final de abril soube-se que tinha sido aceite para competir pelo clube português Benfica.
Apesar disso, competiu em julho ainda em representação de Cuba na Liga de Diamante nos certames de Paris, onde foi quarto com uma marca de 17,05 m, e sobretudo em Lausana, onde conseguiu o primeiro lugar com um registo de 17,60 m, à frente do norte-americano Christian Taylor com 17,49 m. Na final do evento, em Bruxelas, obteve a terceira posição, com uma marca de 17,32 m. Em dezembro do mesmo ano obteve a nacionalidade portuguesa.

### Portugal
Em 2018, oficialmente em representação de Cuba, venceu o certame de Doha com um salto de 17,95 m, no dia 4 maio, pela Liga de Diamante. A 5 de julho, já se encontrava a representar Portugal no encontro de Lausana, conseguindo um segundo lugar com uma marca de 17,61 m, o mesmo resultado do Mónaco com um registro de 17,67 m. Na final da prova em Bruxelas, conseguiu o seu primeiro Troféu de diamante com um salto de 17,49 m, com o norte-americano Taylor no segundo lugar, com 17,31 m. Em setembro do mesmo ano recebeu a notificação por parte da Associação Internacional de Federações de Atletismo com a autorização para competir por Portugal nos grandes eventos mundiais de atletismo a partir de 1 de agosto de 2019.
Em 2019, participou três vezes na Liga de Diamante em fase de classificação, tendo obtido o primeiro posto em Londres com uma marca de 17,53 m. Obteve uma vitória no Campeonato Europeu de Equipas, com 16,98 m, sendo o sétimo na final da Liga de Diamante em Bruxelas, com 16,32 m. Na sua terceira assistência a um mundial de atletismo, realizado em Doha, Pichardo conseguiu o quarto lugar com um salto de 17,62 m.
A 7 de Março de 2021, em Torun, na Polónia, Pichardo venceu o título europeu em pista coberta, com larga vantagem sobre toda a concorrência. Na qualificação foi o único atleta a alcançar uma marca superior a 17 metros (17,03 metros), atingindo na final os 17,30 metros. No segundo lugar ficou o azeri Alexis Copello, com uma pouco habitual diferença de 26 centímetros.
A 5 de Agosto de 2021, em Tóquio, no Japão, Pichardo venceu o titulo Olímpico com uma marca de 17,98 metros, mais 41 centímetros que o 2.º classificado Zhu Yaming.
A 11 de janeiro de 2022 foi agraciado com o grau de Grã-Cruz da Ordem do Mérito.
A 24 de julho de 2022, em Eugene, nos Estados Unidos, sagrou-se campeão do mundo com uma marca de 17,95 m, mais 40 cm que o 2.° classificado Hugues Fabrice Zango.

## Conquistas
| Ano                    | Concorrência                        | Local              | Posição            | Evento             | Medir              | Notas              |
| Representando Cuba     | Representando Cuba                  | Representando Cuba | Representando Cuba | Representando Cuba | Representando Cuba | Representando Cuba |
| ---------------------- | ----------------------------------- | ------------------ | ------------------ | ------------------ | ------------------ | ------------------ |
| 2012                   | Campeonato Mundial Júnior           | Barcelona          | 1.ª                | Salto triplo       | 16,79 m            | WJL                |
| 2013                   | Campeonatos mundiais                | Moscovo            | 2.ª                | Salto triplo       | 17,68 m            |                    |
| 2014                   | Campeonatos Mundiais Indoor         | Sopot              | 3.ª                | Salto triplo       | 17,24 m            |                    |
| 2015                   | Jogos Panamericanos                 | Toronto            | 1.ª                | Salto triplo       | 17,54 m            |                    |
| 2015                   | Campeonatos mundiais                | Pequim             | 2.ª                | Salto triplo       | 17,73 m            |                    |
| Representando Portugal |                                     |                    |                    |                    |                    |                    |
| 2019                   | Campeonatos mundiais                | Doha               | 4.º                | Salto triplo       | 17,62 m            |                    |
| 2021                   | Campeonato Europeu em pista coberta | Torun, Polónia     | 1.ª                | Salto triplo       | 17,30 m            |                    |
| 2021                   | Jogos Olímpicos Tóquio 2020         | Tóquio, Japão      | 1.ª                | Salto triplo       | 17,98 m            |                    |
| 2023                   | Campeonato Europeu em pista coberta | Istanbul, Turquia  | 1.ª                | Salto triplo       | 17,60 m            |                    |
| 2024                   | Jogos Olímpicos Paris 2024          | Paris, França      | 2.ª                | Salto triplo       | 17,84 m            |                    |

## Melhores marcas pessoais
| Evento       | Evento   | Medir   | Local    | Encontro           |
| ------------ | -------- | ------- | -------- | ------------------ |
| Salto triplo | Exterior | 18,08 m | Havana   | 28 de maio de 2015 |
| Salto triplo | Interior | 17,60 m | Istambul | 3 de março de 2023 |

- Todas as informações foram retiradas do perfil da IAAF.